# Villa Mon Plaisir
La villa Mon Plaisir est située à Vichy (France).

## Localisation
La villa est située sur la commune de Vichy, au 4 quai d'Allier, dans le département de l'Allier, en région Auvergne-Rhône-Alpes.

## Description
Villa construite en 1894 par l'architecte Pelisse, comprenant un logis sous pignon flanqué d'une fausse tourelle carrée au pied de laquelle s'ouvre l'entrée. L'édifice possède un décor jouant sur le contraste des matériaux (briques polychromes et pierre blanche) et l'utilisation d'un décor sculpté de style néo-Renaissance (arcades, frontons, consoles, tympans).

## Historique
La villa est inscrite au titre des monuments historiques par arrêté du 4 mars 1991.

## Galerie

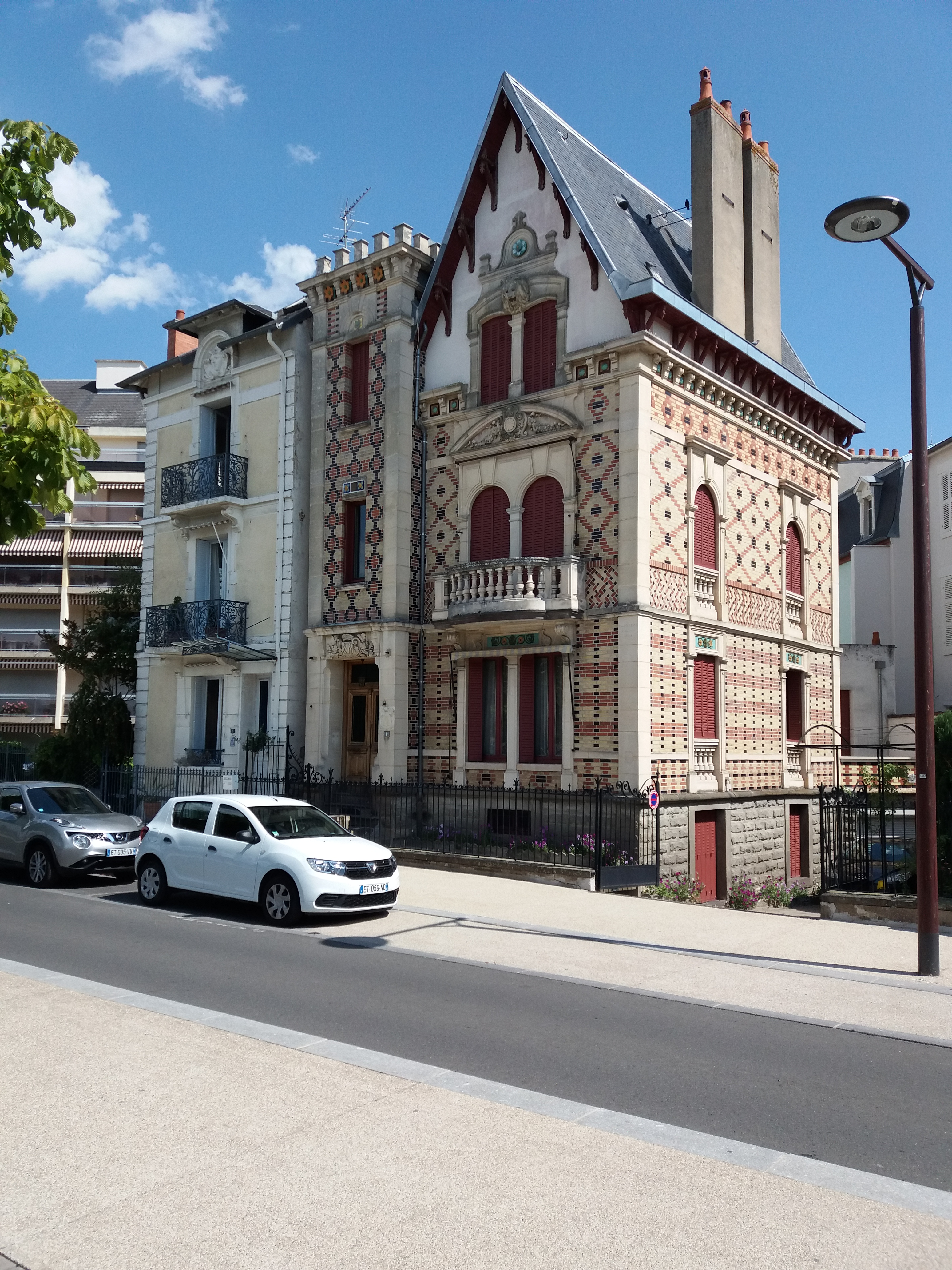